# Cavilinga blanda
Cavilinga blanda is een tweekleppigensoort uit de familie van de Lucinidae. De wetenschappelijke naam van de soort is voor het eerst geldig gepubliceerd in 1901 door Dall, in Dall & Simpson.